# Protaetia burmanica
Protaetia burmanica är en skalbaggsart som beskrevs av Miksic 1983. Protaetia burmanica ingår i släktet Protaetia och familjen Cetoniidae. Inga underarter finns listade i Catalogue of Life.